# Vishwanath Pratap Singh
Vishwanath Pratap Singh (Allahabad, 25 juni 1931 - New Delhi, 27 november 2008) was een Indiaas politicus. Hij was van 1989 tot 1990 de zevende eerste minister van India. Zijn partij Janata Dal won in 1989 de verkiezingen, samen met de communistische partij. Hij is de vader van de coalitiepolitiek in India en was een vurig verdediger van de rechten van de armsten.
Toen hij 5 jaar oud was, gaven zijn ouders hem voor adoptie aan de kinderloze Maharaja Bahadur Ram Gopal Singh van Manda, een klein vorstendom in Uttar Pradesh. Na een beschermde en eenzame kindertijd onder gewapende bescherming , kwam onder de hoede van een voogd bij de dood van zijn adoptievader in 1942. Hij ging fysica studeren aan de universiteiten van Benares en Puna, maar stopte met studeren om aan politiek te doen.
In 1967 werd hij afgevaardigde voor de Congrespartij in het Indiase parlement. Van 1980 tot 1982 was hij hoofdminister in de bondsstaat Uttar Pradesh, waar hij een harde strijd tegen de bandieten voerde. Toen zijn broer door bandieten werd vermoord, gaf hij zijn functie op. In 1988-1989 kwam het tot toenemende economische problemen, hetgeen op zijn beurt leidde tot interne conflicten in de regerende Congrespartij. Uit protest tegen ambtsmisbruik en corruptie in de partij- en regeringsleiding, splitste hij als minister van financiën en van landsverdediging de hervormingsgezinde vleugel af en richtte de Democratische Volkspartij (Jana Morcha) op.
Voor de parlementsverkiezingen van 1989 vormde hij met vier andere centrumlinkse oppositiepartijen een kartel en trok de verkiezingen in als 'Nationaal Front' (Rashtriya Morcha). Hij behaalde een verkiezingsoverwinning en volgde de in corruptie verwikkelde eerste minister Rajiv Gandhi van de Congrespartij op.
Na de splitsing van zijn partij en zijn val door een motie van wantrouwen in het parlement, moest hij in 1990 aftreden ten voordele van zijn interne partijconcurrent Chandra Shekhar.
Vishwanath Pratap Singh stierf eind 2008 op 77-jarige leeftijd, na een lange strijd tegen leukemie en nierfalen te hebben gevoerd.